# Delichon nipalense
El avión nepalí (Delichon nipalense) es una especie de ave paseriforme de la familia Hirundinidae. Sus dos subespecies viven en el Himalaya (de la India a Birmania), hasta el norte de Vietnam. Se encuentra en los valles fluviales y los macizos montañosos escarpados entre los 1000 y 4000 m de altitud, donde anida en colonias en acantilados verticales, construyendo nidos de barro donde pone tres o cuatro huevos de color blanco.
El avión nepalí tiene la mayoría de sus partes superiores de color negro con matices azulados que contrastan con su obispillo y partes inferiores blancos. Es un ave sedentaria a diferencia de sus parientes próximos, el avión asiático y el avión común, cuyo aspecto es muy similar aunque puede diferenciarse de ellos por tener la barbilla negra y la parte inferior de la cola más negra. Se alimenta, formando bandadas con otras golondrinas, atrapando moscas y otros insectos al vuelo. Pese a su limitada área de distribución la especie no se encuentra amenazada.

## Taxonomía
El avión nepalí fue descrito por primera vez por el entomólogo Frederic Moore en 1854, y colocado en el género Delichon recientemente creado por el propio Moore y Thomas Horsfield. El espécimen tipo o su descripción Moore se lo atribuye Brian Houghton Hodgson y algunas de las primeras referencias lo denominan avión de Hodgson. Algunas fuentes taxonómicas antiguas como la de S D Ripley citan al autor del nombre binomial como «Hodgson = Moore en Horsfield & Moore, 1854». Sus parientes más próximos son los otros dos miembros de su género, el avión asiático y el avión común. Se han descrito dos subespecies diferenciadas de avión nepalí, D. n. cuttingi, descrita por el biólogo estadounidense Ernst W. Mayr en 1941 a partir de un espécimen recolectado en la frontera entre Birmania y Yunnan. Las poblaciones meridionales que tienen la garganta blanca tienen una apariencia similar a la subespecie nominal, pero por su separación geográfica algunas veces se consideran otra subespecie, D. n. bartletti.
Delichon es un anagrama del término griego χελιδών (chelīdōn), que significa «golondrina», y nipalense alude al Nepal, donde se encontró el espécimen tipo.

## Distribución y hábitat
La subespecie nominal D. n. nipalense cría en el Himalaya desde Garhwal hacia el este por Nepal, India nororiental y Bangladés hasta el oeste de Birmania. La subespecie D. n. cuttingi se encuentra en el norte de Birmania, a lo largo de la frontera con china en la provincia de Yunnan y el norte de Tonkin, en Vietnam. El avión nepalí es principalmente un ave sedentaria, pero que se desplaza a altitudes más bajas cuando no está criando. Ocasionalmente se la ha encontrado en Tailandia durante el invierno, aunque su distribución por Tailandia es muy poco conocida.
Sus hábitats naturales son los valles fluviales y los bosques de los macizos montañosos entre 1000 y 4000 m de altitud, aunque se encuentra principalmente por debajo de los 3000 m. Fuera de la época de cría pueden descender hasta los 350 m. El área de distribución des esta especie solapa con la subespecie nominal del avión asiático, aunque crían a diferentes alturas.

## Descripción
Los adultos de avión nepalí miden unos 13 cm (5 in), y tienen las partes superiores del cuerpo color negro azulado, a excepción del su conspicuo obispillo blanco, como las partes inferiores de su cuerpo. La parte superior de sus alas y cola son de color negro parduzco y mientras la parte inferior de las alas es pardo grisácea. Las patas y pies son de color rosa parduzco y están cubiertos de plumas blancas. Sus ojos son marrones y su pico es negro. Su barbilla es negra aunque la extensión de esta parte oscura varía clinalmente. En la zona nororiental de su área de distribución las aves de las subespecie D. n. cuttingi tienen toda la garganta y la parte superior del pecho negro, pero más al oeste o al sur el negro se va restringiendo a la barbilla. No presenta diferencias externas entre los sexos, pero los juveniles son de un color menos brillante y tienen la garganta más parduzca y las partes inferiores de color beige difuso.
La forma oriental D. n. cuttingi tiene una longitud alar de 99–106 mm (3.9–4.2 in), algo más larga que la especie nominal que tiene 90–98 mm. Ambas subespecies se pueden distinguir del avión asiático y el avión común que son similares por su barbilla negra, y porque su cola es más cuadrada y tiene la coberteras inferiores más oscuras.
Esta especie es un volador excepcionalmente rápido y emite llamadas cortas, chi-i, mientras vuela. En las demás ocasiones es un ave bastante silenciosa, aunque durante la época de cría emite cortos gorjeos de tres notas.

## Comportamiento

### Reproducción
El avión nepalí cría entre marzo y julio, con algunas variaciones regionales, y generalmente engendran dos nidadas por temporada. Normalmente construyen sus nidos de barro, en forma de cuenco profundo con el interior forrado de hierba y plumas, bajo los salientes de los acantilados. Muy ocasionalmente pueden usar los edificios como lugares de anidación. Es un ave que cría en colonias, que a veces contienen cientos de nidos. Algunas aves permanecen en estas colonias todo el año, usando los nidos como posaderos en invierno. Las puestas normales constan de tres o cuatro huevos de color blanco liso que miden una media de 18,6 x 12,8 mm y pesan 1,6 g. Los tiempos de incubación y desarrollo de los pollos son desconocidos, pero probablemente serán similares a los del avión común, que tiene un periodo de incubación de 14–16 días y los pollos tardan en dejar en el nido entre 22–32 días. Ambos sexos se encargan de construir el nido, incubar los huevos y alimentar a los pollos.

### Alimentación
Los aviones nepalíes se alimentan de insectos que atrapan al vuelo, cazando en las montañas y por encima de las copas de las copas de los árboles. Su dieta no ha sido bien estudiada, aunque se sabe que incluye moscas. Esta ave es gregaria y se alimenta en bandadas, a menudo junto a otras aves insectívoras aéreas como la salangana del Himalaya, la golondrina común, la golondrina estriada o el avión común.

## Depredadores y parásitos
Se han estudiado poco los depredadores de este avión, pero es el único ave registrada en un estudio de la dieta del alconcete acollarado que es principalmente insectívoro. Es parasitado por una pulga del género Callopsylla.

## Estado de conservación
El avión nepalí tiene un área de distribución relativamente grande que no parece que se esté reduciendo, el número de sus poblaciones es estable, aunque su población total es desconocida. Como su área de distribución es mayor a los 20.000 kilómetros cuadrados y tiene más de 10 000 individuos adultos y no hay noticias de que esté disminuyendo sensiblemente sus poblaciones, la especie actualmente se cataloga como de preocupación menor. Aunque se encuentre bastante localizada debido a sus necesidad de anidamiento en acantilados, esta especie es común en todo Nepal, y muy común en algunas de sus regiones. aunque alguno de los antiguos autores afirmaran que era poco común en Nepal.